# Hall of Fame Tennis Championships 2013
Hall of Fame Tennis Championships 2013 — тенісний турнір, що проходив на трав'яних кортах у місті Ньюпорт, США з 8 липня. Належав до категорії ATP World Tour 250.

## Фінальна частина

### Одиночний розряд
Ніколя Маю —  Ллейтон Г'юїтт 5–7, 7–5, 6–3

### Парний розряд
Ніколя Маю /  Едуар Роже-Васслен —  Тім Смичек /  Райн Вільямс 6–7(4–7), 6–2, [10–5]